# Adetus furculicauda
Adetus furculicauda är en skalbaggsart som först beskrevs av Bates 1880.  Adetus furculicauda ingår i släktet Adetus och familjen långhorningar.
Artens utbredningsområde är Guatemala. Inga underarter finns listade i Catalogue of Life.